# Mentimeter
Mentimeter ist ein Computerprogramm bzw. eine App für Echtzeit-Feedback während einer Präsentation. Das gleichnamige Unternehmen wurde von Johnny Warström (CEO) 2014 in Schweden gegründet.
Über eine App auf einem Mobilgerät oder über eine Webseite können sich die Teilnehmer unter Kenntnis eines Zugangscodes mit der Sitzung des Präsentators verbinden. Zu den Funktionen, die Teilnehmende mit ihren digitalen Endgeräten nutzen können, gehören:
- Schreiben von Kommentaren und Fragen sowie das Aufwerten von Kommentaren und Fragen anderer („upvoting“),
- Durchführung von Umfragen und grafische Aufbereitung der Ergebnisse,
- Durchführung eines Quiz,[2] und
- Gemeinsame Bildung einer Schlagwortwolke.[3]

Im Jahre 2018 hatte Mentimeter über 20 Millionen Nutzer und galt als Schwedens am schnellsten wachsendes Start-up. Unter professionellen Rednern hat Mentimeter Bekanntheit dafür erlangt, ein hohes Maß an Zuhörerbeteiligung zu ermöglichen. Mentimeter wird ferner im Unterricht in Schulen und Universitäten eingesetzt, insbesondere begünstigt durch die Zunahme von onlinebasierten Unterrichtsformaten seit der COVID-19-Pandemie.